# Rubus phoenicolasius
Rubus phoenicolasius és una espècie de planta del gènere Rubus nativa del nord de la Xina, Japó, i Corea.

## Característiques
És una planta perenne amb tiges bienals. Fa d'1 a 3 m d'alt i té les fulles pinnades amb de tres a cinc folíols al segon any floreix. Cada flor fa de 6 a 10 mm de diàmetre amb pètals vermells o rosats. El fruit és comestible, de clor taronja o vermell d'1 cm de diàmetre format per drupes agregades, madura a principi d'estiu.

## Cultiu i usos
Com a planta ornamental s'ha introduït a parts d'Europa i Nord-amèrica i s'ha naturalitzat i ha passat a ser una espècie invasora a parts de Nord-amèrica i Europa.